# 矢野未夏
矢野 未夏（やの みか、1991年8月1日 - ）は、日本の元グラビアアイドルである。
東京都出身。

## 略歴
2011年12月、DVD『ハックツ美少女 Revolution』で、デビュー。
2012年2月、2枚目のDVD『モミズム』をリリース。同年10月、6枚目のDVD『もうムリ!!』をリリースした。

## 作品

### DVD
- 『ハックツ美少女 Revolution』（2011年12月29日、グラッツコーポレーション）
- 『モミズム』（2012年2月16日、グラッツコーポレーション）
- 『ゲキ着! IDOL キュート』（2012年4月5日、グラマラスキャンディ）
- 『ギリグラ!! 秘宝館』（2012年6月14日、BAGUS）
- 『Centurion センチュリオン』（2012年8月2日、BAGUS）
- 『もうムリ!!』（2012年10月4日、BAGUS）
- 『初裸 virgin nude』（2012年12月6日、グラッツコーポレーション）
- 『限界全裸』（2013年4月7日、プレミアム）
- 『矢野未夏 the BEST』（2013年5月9日、グラッツコーポレーション）※総集編
- 『マンモロ!（ヘア未処理バージョン）』（2013年6月7日、プレミアム）
- 『透けエロ! 初回限定・写真集付きDVD』（2013年8月7日、プレミアム）
- 『絶対本番NG! 着エロアイドル 矢野未夏 超過激イメージ全集』（2014年3月7日、プレミアム）
- 『pg』（2014年6月25日、ターンテーブル）
- 『pg 2』（2014年9月25日、ターンテーブル）
- 『爆乳シースルー』（2014年11月14日、デジプラン）
- 『エロ漫画のやうに』（2015年1月23日、メディアブランド）
- 『乳三昧』（2015年3月28日、もぎたてトマト）
- 『pg 極秘ファイル ～おっぱい祭～』（2016年3月25日、ターンテーブル）

### 映画
- 最近、妹のようすがちょっとおかしいんだが。（2014年5月17日、監督:青山裕企 伊基公袁、配給：KADOKAWA） - 桐谷雪那役
- ちょっとかわいいアイアンメイデン（2014年7月19日、監督:吉田浩太、配給：KADOKAWA） - 新崎苺花役